# Бородинск (Забайкальский край)
Бородинск — село в Чернышевском районе Забайкальского края России в составе городского поселения «Букачачинское».

## География
Находится в западной части района на расстоянии примерно 47 километров на север-северо-запад от посёлка Чернышевск.

## Климат
Климат резко континентальный. Ср. температура в июле +16 +20 °С (максимальная +37 °С), в янв. –26 –30 °С (абс. минимум –57 °С). Осадков выпадает 300–350 мм/год. Вегетационный период продолжается от 130 до 150 дней.  
Часовой пояс
Село Бородинск находится в часовой зоне МСК+6. Смещение применяемого времени относительно UTC составляет +9:00.

## История
Официальный год основания села 1777.

## Население
| 2010 | 2021 |
| ---- | ---- |
| 69   | ↘44  |

Постоянное население составляло 86 человек в 2002 году (русские 100%), 69 человек в 2010 году.